# Jarsy
Jarsy település Franciaországban, Savoie megyében. Lakosainak száma 255 fő (2022. január 1.). Jarsy Chevaline, Cléry, La Compôte, Doucy-en-Bauges, École, Plancherine, Verrens-Arvey, Doussard, Giez és Faverges-Seythenex községekkel határos.

## Népesség
A település népességének változása:
| Lakosok száma | 280  | 270  | 279  | 267  | 269  | 271  | 266  | 260  | 255  |
|               | 2013 | 2015 | 2016 | 2017 | 2018 | 2019 | 2020 | 2021 | 2022 |